# Falcon 9 Block 5
Falcon 9 Block 5 es un vehículo de lanzamiento de elevación media de dos etapas a órbita parcialmente reutilizable diseñado y fabricado en los Estados Unidos por SpaceX en Estados Unidos. Es la quinta versión de Falcon 9 Full Thrust. Está impulsado por motores Merlín, también desarrollados por SpaceX, que queman oxígeno líquido (LOX) y queroseno de grado de cohete (RP-1).
SpaceX anunció en 2017 que la versión Falcon 9 Block 5 ha tenido éxito en el Bloque de transición 4. Los cambios más grandes entre el Bloque 3 y el Block 5 son un mayor empuje en todos los motores y mejoras en los soportes de aterrizaje. Además, numerosos cambios pequeños ayudarán a agilizar la recuperación y la reutilización de los propulsores de la primera etapa. Las alteraciones se centran en aumentar la velocidad de producción y la eficiencia de reutilización. SpaceX tiene como objetivo volar cada propulsor Block 5 diez veces con solo inspecciones intermedias, y hasta 100 veces con la renovación.
El primer vuelo lanzó el satélite Bangabandhu-1 el 11 de mayo de 2018. La misión CRS-15 el 29 de junio de 2018 fue la última versión de Falcon 9 Block 4 lanzada. Esta fue la transición a una flota completamente Block 5. De un total de 84 misiones, el 100 % han sido exitosas. 

## General
Los cambios de diseño del Block 5 se deben principalmente a las actualizaciones necesarias para el programa de la tripulación comercial de la NASA y los requisitos de lanzamiento de espacio de seguridad nacional. Incluyen mejoras de rendimiento, mejoras de fabricación y "probablemente 100 o más cambios" para aumentar el margen para clientes exigentes.
En abril de 2017, el CEO de SpaceX, Elon Musk, dijo que el Block 5 incluirá un 7–8% más de empuje al actualizar los motores. El Block 5 incluye un sistema de control de vuelo mejorado para un ángulo de ataque optimizado en el descenso, lo que reduce los requisitos de combustible para el aterrizaje.
Para su reutilización:
- Se espera poder ser lanzado al menos 10 veces.[6][7]
- Hasta 100 usos con remodelación.[7][6]
- Un escudo de calor reutilizable que protege los motores y tuberías en la base del cohete;
- Aletas de titanio moldeadas y mecanizadas más resistentes a la temperatura;[8]
- Un revestimiento de protección térmica en la primera etapa para limitar el daño por calor de reentrada, incluida una capa de protección térmica negra en las patas de aterrizaje, la canalización y la intersticia;
- Válvulas rediseñadas y recalificadas para niveles más altos y una duración mucho más larga.
- Los rediseñados estanques a presión de material compuesto para helio, llamados COPV 2.0, evitan que el oxígeno se congele dentro de la estructura de los tanques, evitando el riesgo de ruptura.

Para una reutilización rápida:
- Rehabilitación reducida entre vuelos.[7]
- Un set de soportes de aterrizaje retráctiles para una rápida recuperación y envío.[9]
- La estructura Octaweb está atornillada en lugar de estar soldada, lo que reduce el tiempo de fabricación.[10]

## Calificación para transporte humano
La NASA actualmente requiere siete vuelos sin cambios de diseño importantes antes de que el vehículo pueda ser certificado para vuelos espaciales humanos y transportar astronautas de la NASA. Los propulsores iniciales Block 5 no tenían los estanques a presión de material compuesto (COPV) recientemente rediseñados, el primer propulsor que incluyó los nuevos tanques COPV fue el B1047 en la misión Es'hail 2 el 15 de noviembre de 2018, seguido del propulsor B1050, que se lanzó por primera vez el 5 de diciembre de 2018. También se han propuesto cambios en el sistema hidráulico de las aletas de rejilla, luego del mal funcionamiento del B1050 durante el reingreso y el aterrizaje; Se desconoce cómo afectará esto al recuento de siete vuelos.
El diseño del Block 5 lanzó exitosamente a dos astronautas por primera vez en mayo de 2020, en un vuelo contratado por la NASA denominado Crew Dragon Demo-2.